# Elisa Rigaudo
Elisa Rigaudo (ur. 17 czerwca 1980 w Cuneo) – włoska lekkoatletka, brązowa medalistka olimpijska z Pekinu w chodzie na 20 km, brązowa medalistka mistrzostw Europy z 2006 roku.

## Osiągnięcia
| Rok  | Zawody                      | Miejsce        | Wynik | Konkurencja   | Wynik         |
| ---- | --------------------------- | -------------- | ----- | ------------- | ------------- |
| 2003 | Mistrzostwa świata          | Paryż          | 10.   | chód na 20 km | 1:30.34 godz. |
| 2004 | Letnie Igrzyska Olimpijskie | Ateny          | 6.    | chód na 20 km | 1:29.57 godz. |
| 2005 | Mistrzostwa świata          | Helsinki       | 7.    | chód na 20 km | 1:29.52 godz. |
| 2006 | Mistrzostwa Europy          | Göteborg       |       | chód na 20 km | 1:28.37 godz. |
| 2007 | Mistrzostwa świata          | Osaka          | –     | chód na 20 km | DNF           |
| 2008 | Letnie Igrzyska Olimpijskie | Pekin          |       | chód na 20 km | 1:27.12 godz. |
| 2009 | Mistrzostwa świata          | Berlin         | 8.    | chód na 20 km | 1:31.52 godz. |
| 2011 | Mistrzostwa świata          | Daegu          |       | chód na 20 km | 1:20.44 godz. |
| 2012 | Letnie Igrzyska Olimpijskie | Londyn         | 6.    | chód na 20 km | 1:27.36 godz. |
| 2013 | Mistrzostwa świata          | Moskwa         | 5.    | chód na 20 km | 1:28.41 godz. |
| 2015 | Mistrzostwa świata          | Pekin          | –     | chód na 20 km | DSQ           |
| 2016 | Letnie Igrzyska Olimpijskie | Rio de Janeiro | 11.   | chód na 20 km | 1:31.04 godz. |

### Rekordy życiowe
- chód na 20 km – 1:27.12 godz. (2008)